# 希尔达与山怪王
《希尔达与山怪王》 (英語：Hilda and the Mountain King) 是由安迪·科伊尔执导、卢克·皮尔森编剧的动画冒险片，改编自卢克·皮尔森所著的同名图画小说系列，是动画系列第二季结局的延续。
《希尔达与山怪王》由Silvergate Media和Mercury Filmworks于2019年末开始制作，最终在2021年12月30日作为Netflix电影发布。
该电影献给制作期间去世的动画部成员凯文·科瓦尔和特里·奥赖利。

## 角色
- 希尔达（英文名：Hilda）

本是一个热爱冒险的蓝发女孩，但在第二季的结尾，意外与小巨魔巴巴交换了身体，她希望自己能够逃出困境，回到自己的家里。
- 巴巴（英文名：Baba）

一只小巨魔，同时也是本片的重要角色。它原先居住在石头森林中，在与希尔达交换身体后，在特洛尔堡居住了一段时间。
- 枝枝（英文名：Twig）

希尔达的宠物鹿狐，可爱且值得信任，它经常随希尔达一同冒险。
- 乔安娜（英文名：Johanna）

希尔达的母亲，充满爱与友善。她是一名平面设计师，也曾经做过五金店的员工。尽管她能够接受女儿出门冒险，但她依然经常担心希尔达的安全，她也曾为希尔达谎报自己的行程而感到沮丧。在她的木屋被巨人约尔根踩碎后，她带着希尔达搬进了特洛尔堡的一套公寓里。
- 大卫（英文名：David）

希尔达的好朋友，同时也是麻雀童子军的成员之一。他喜欢收集各种石头，善于吸引昆虫。尽管大卫容易被吓到，但他忠诚、善良且富有责任心，愿意陪在朋友的身边。
- 弗丽达（英文名：Frida）

希尔达的好朋友，也是麻雀童子军的成员之一。她拥有出色的学习和组织能力，因此成为了学校的尖子生，同时也获得了许多麻雀童子军徽章。她同时也是一名优秀的女巫学员，掌握了各种咒语，曾经希望使用魔法帮助希尔达交换回身体。
- 艾福（英文名：Alfur Aldric）

来自北方郡县（The Northern Counties）的奥德里奇家族的成员。他热爱文书工作，经常为精灵们提供特洛尔堡的有关报告。
- 通图（英文名：Tontu）

一个尼森精灵，在第一季末被赶出原先的家，后来居住在了希尔达家中不存在的空间（The Nowhere Space）里。
- 凯萨（英文名：Kaisa）

特洛尔堡图书馆的一名图书管理员，同时也是一名女巫，她经常帮助希尔达和她的伙伴们提供所需的书籍，但由于本片中巨魔与人类的魔法并不互通，凯萨未能够提供有效的帮助。
- 埃里克·阿尔伯格（英文名：Erik Ahlberg）

特洛尔堡安全巡逻队的队长，热衷于追求名誉。在第二季开篇便已出场，在本片的结尾，他辞去了该职务。
- 葛尔达·古斯塔夫（英文名：Gerda Gustav）

埃里克·阿尔伯格的副手。与埃里克·阿尔伯格相反，副手葛尔达勤劳能干，希望能够保护特洛尔堡人民的安全。在埃里克·阿尔伯格辞职后，她便就任特洛尔堡安全巡逻队的队长。
- 特兰德尔（英文名：Trundle）

也称作山怪王，是出现在本片中的巨魔，曾欺骗希尔达帮助它脱离牢笼并取回物品，以发动巨魔们袭击特洛尔堡，是本片的反派角色。

## 制作过程
2021年7月23日，助理导演梅根·弗格森在推特上宣布电影已结束制作，并于2021年11月23日确认电影将在2021年12月30日上映。

### 剧本
卢克·皮尔森为该电影创作剧本。导演安迪·科伊尔称赞了他的剧本，并表示这部电影“做起来很有趣”。

### 动画
电影的大部分动画都是由Mercury Filmworks借助Toon Boom Animation软件完成的，片头文字的动画由Giant Ant完成。

### 配乐
该电影的配乐由Ryan Carlson制作由冰岛乐队Pascal Pinon创作的歌曲《When I Can't Sleep》出现在电影中. 片尾曲《Another Road》由Ray Aggs和Vice Cooler创作并演唱.

#### 原声带
电影的原声由麦迪逊门唱片公司于2023年6月16日通过数字平台发布。
| 曲序     | 曲目                                   | 演唱者               | 时长  |
| -------- | -------------------------------------- | -------------------- | ----- |
| 1.       | Escape                                 |                      | 2:36  |
| 2.       | Hilda and the Mountain King Main Title |                      | 0:56  |
| 3.       | The Search Begins                      |                      | 0:52  |
| 4.       | Press Conference                       |                      | 1:27  |
| 5.       | I Was Going Home                       |                      | 1:27  |
| 6.       | Into The Woods                         |                      | 0:26  |
| 7.       | Trundle                                |                      | 3:09  |
| 8.       | The Call                               |                      | 1:28  |
| 9.       | Ask Kaisa                              |                      | 0:40  |
| 10.      | Troll Breakfast                        |                      | 1:24  |
| 11.      | The Story                              |                      | 2:11  |
| 12.      | What Do We Do?                         |                      | 1:41  |
| 13.      | Hoards                                 |                      | 0:24  |
| 14.      | Race You To the Top of the Mountain?   |                      | 1:30  |
| 15.      | The Meeting                            |                      | 1:03  |
| 16.      | The Final Thing                        |                      | 1:51  |
| 17.      | Hilda!                                 |                      | 0:51  |
| 18.      | Reunited                               |                      | 1:05  |
| 19.      | Prison Cell                            |                      | 0:31  |
| 20.      | Trundle Escapes                        |                      | 0:51  |
| 21.      | Troll Army                             |                      | 1:02  |
| 22.      | Brothers                               |                      | 1:06  |
| 23.      | Been Here Before                       |                      | 2:13  |
| 24.      | Prepare to Fire!                       |                      | 1:33  |
| 25.      | Trundle Falls                          |                      | 2:01  |
| 26.      | Throw Me!                              |                      | 0:38  |
| 27.      | Stand Down                             |                      | 0:43  |
| 28.      | Amma                                   |                      | 3:34  |
| 29.      | Epilogue                               |                      | 2:02  |
| 30.      | Another Road                           | Ray Aggs Vice Cooler | 3:11  |
| 总时长： | 总时长：                               | 总时长：             | 42:53 |

## 发布
该电影于2021年12月30日作为Netflix原创电影发布。